# Nyssodrysternum diopticum
Nyssodrysternum diopticum là một loài bọ cánh cứng trong họ Cerambycidae.